# Modulació (música)
S'anomena modulació al procediment harmònic pel qual el compositor fa que l'obra musical que s'està desenvolupant en una tonalitat passi a fer-ho en una altra.
Aquest procediment és molt efectiu per tal de renovar l'atenció de l'auditori, i també per motius expresius, ja que els diferents tipus de modulacions tenen efectes sobre l'estat d'ànim dels espectadors. Aquesta característica és molt visible, per exemple, a la música vocal, en la qual s'utilitzen sovint modulacions per tal d'acompanyar moments claus de la lletra (modulacions cromàtiques ascendents en moments d'esperança o alegria; descendents en moments de tristesa, desesperança o penediment, etc.).

## Etapes de la modulació
Escolàsticament, es considera que cal que hi hagi tres etapes en la modulació. Cada etapa ha de complir alguns criteris harmònics per tal que es pugui considerar completa:
1. Una primera en la qual s'ha assentat la tonalitat original.
2. Una segona en la qual es preparen les condicions per tal de modular a la nova tonalitat.
3. La tercera i última, on s'assenta la nova tonalitat.

## Tipus i procediments
Hi ha diferents tipus de modulacions, i també diferents procediments modulatoris.

### Tipus

Cercle de quintes, on es pot apreciar amb facilitat la proximitat entre les tonalitats

Segons les notes comunes que tinguin les tonalitats, es parla de modulació propera o de modulació llunyana.
Una modulació des de do major fins a fa major serà una modulació propera perquè entre aquestes dues tonalitats només hi ha una alteració de diferència (do major no té alteracions, mentre que fa major si que en té, però només una, el si bemoll).
En modular des de do major fins a fa sostingut major el compositor farà una modulació llunyana, pel motiu que do major no té alteracions, mentre que fa sostingut major en té sis sostinguts.

### Procediments
Hi ha infinitat de procediments, que van des de la preparació de la modulació mitjançant cadències modulants que van assentant la nova tonalitat fins a les modulacions directes, on no es prepara la nova tonalitat i s'hi arriba amb una cadència perfecta (V-I o V7-I, essent I el primer grau de la nova tonalitat) independentment que l'acord de sèptima de dominant de la nova tonalitat no fóra comú a cap acord de la tonalitat original. Les modulacions directes, tot i que molt més ràpides, són poc subtils, fins al punt que poden resultar brusques.
Un procediment molt habitual, sobretot a la música del classicisme, és el d'aprofitar acords que siguin compartits tant per la tonalitat original com per la nova tonalitat (l'anomenat acord pívot). Aquest acord comú, en una situació ideal, hauria de complir la mateixa funció en les dues tonalitats, i aquesta funció hauria d'esser la de subdominant (el segon o quart grau de l'escala, o, en última instància, el sisè). Des d'aquesta posició en subdominant de la nova tonalitat hauria de completar-se una cadència completa en aquesta nova tonalitat, és a dir, subdominant, tònica, dominant, tònica) o, cosa que és el mateix, IV-I-V-I.